# 成岡輝瑠
成岡 輝瑠（なるおか ひかる、2002年7月28日 - ）は、静岡県静岡市葵区出身のプロサッカー選手。Jリーグ・レノファ山口FC所属。ポジションはミッドフィールダー（MF）。

## 来歴

### クラブ
小学校時代はフットサルにも力を入れているSENA.FCでプレーし、中学校年代から清水エスパルスのアカデミーへ加入。2019年3月、トップチームに2種登録された。2020年7月、来シーズンからトップチームへ昇格することが発表された。
2021年7月、SC相模原に育成型期限付き移籍で加入した。
2022年、清水エスパルスへ復帰した。同年8月、レノファ山口FCに育成型期限付き移籍で加入した。
2023年8月、レノファ山口FCに再度、期限付き移籍。2023年12月30日に期限付き移籍が満了となり、清水への復帰が発表された。
2025年、レノファ山口FCに完全移籍。

### 代表
2017年から各年代別の日本代表に選出され、AFC U-16選手権2018で優勝に貢献。2019年、2019 FIFA U-17ワールドカップに出場するU-17日本代表のメンバーに入ったが、チームはベスト16で敗退した。

## 所属クラブ
- SENA.FC（静岡市立西奈小学校[15]）
- 清水エスパルスジュニアユース（静岡市立西奈中学校[15]）
- 清水エスパルスユース（静岡県立清水西高等学校[15]）
  - 2019年3月 - 同年12月  清水エスパルス（2種登録選手）
  - 2020年7月 - 同年12月  清水エスパルス（2種登録選手）
- 2021年 - 2024年  清水エスパルス
  - 2021年7月 - 同年12月  SC相模原（育成型期限付き移籍）
  - 2022年8月 - 同年12月　レノファ山口FC（育成型期限付き移籍）
  - 2023年8月 - 同年12月　レノファ山口FC（期限付き移籍）
- 2025年 - レノファ山口FC

## 個人成績
| 国内大会個人成績 | 国内大会個人成績 | 国内大会個人成績 | 国内大会個人成績 | 国内大会個人成績 | 国内大会個人成績 | 国内大会個人成績 | 国内大会個人成績 | 国内大会個人成績 | 国内大会個人成績 | 国内大会個人成績 | 国内大会個人成績 |
| 年度             | クラブ           | 背番号           | リーグ           | リーグ戦         | リーグ戦         | リーグ杯         | リーグ杯         | オープン杯       | オープン杯       | 期間通算         | 期間通算         |
| 年度             | クラブ           | 背番号           | リーグ           | 出場             | 得点             | 出場             | 得点             | 出場             | 得点             | 出場             | 得点             |
| 日本             | 日本             | 日本             | 日本             | リーグ戦         | リーグ戦         | リーグ杯         | リーグ杯         | 天皇杯           | 天皇杯           | 期間通算         | 期間通算         |
| ---------------- | ---------------- | ---------------- | ---------------- | ---------------- | ---------------- | ---------------- | ---------------- | ---------------- | ---------------- | ---------------- | ---------------- |
| 2020             | 清水             | 50               | J1               | 9                | 0                | 2                | 0                | -                | -                | 11               | 0                |
| 2021             | 清水             | 40               | J1               | 0                | 0                | 0                | 0                | 0                | 0                | 0                | 0                |
| 2021             | 相模原           | 38               | J2               | 17               | 0                | -                | -                | -                | -                | 17               | 0                |
| 2022             | 清水             | 40               | J1               | 0                | 0                | 3                | 0                | 1                | 0                | 4                | 0                |
| 2022             | 山口             | 24               | J2               | 7                | 3                | -                | -                | -                | -                | 7                | 3                |
| 2023             | 清水             | 40               | J2               | 2                | 0                | 4                | 0                | 1                | 0                | 7                | 0                |
| 2023             | 山口             | 27               | J2               | 11               | 0                | -                | -                | -                | -                | 11               | 0                |
| 2024             | 清水             | 25               | J2               | 6                | 0                | 1                | 0                | 2                | 0                | 9                | 0                |
| 2025             | 山口             | 40               | J2               |                  |                  |                  |                  |                  |                  |                  |                  |
| 通算             | 日本             | 日本             | J1               | 9                | 0                | 5                | 0                | 1                | 0                | 15               | 0                |
| 通算             | 日本             | 日本             | J2               | 43               | 3                | 5                | 0                | 3                | 0                | 51               | 3                |
| 総通算           | 総通算           | 総通算           | 総通算           | 52               | 3                | 10               | 0                | 4                | 0                | 66               | 3                |

- 2019年、2020年は2種登録選手。2019年は2種登録選手としての出場無し。

## 代表歴
- U-15日本代表
  - 2017年 AFC U-16選手権 (予選)（英語版）（グループ1位）
- U-16日本代表
  - 2018年 AFC U-16選手権（優勝）
- U-17日本代表
  - 2019年 FIFA U-17ワールドカップ（ベスト16）
- U-19日本代表
  - 2020年 千葉キャンプ
- U-20日本代表
  - 2021年 千葉キャンプ
- U-21日本代表
  - 2022年 千葉キャンプ

## タイトル

### クラブ
清水エスパルスジュニアユース
- JFAプレミアカップ（2016年、2017年）
- 日本クラブユースサッカー選手権(U-15)大会（2016年）
- 高円宮杯 JFA 全日本U-15サッカー選手権大会（2016年）

清水エスパルスユース
- 日本クラブユースサッカー選手権 (U-18)大会（2019年）

清水エスパルス
- J2リーグ（2024年）

### 代表
U-16日本代表
- AFC U-16選手権：1回（2018年）